# Изобразительное искусство Возрождения
Первые предвестники искусства Возрождения появились в Италии в XIV веке. Художники этого времени, Пьетро Каваллини (1259—1344), Симоне Мартини (1284—1344) и (в первую очередь) Джотто (1267—1337) при создании полотен традиционной религиозной тематики отталкивались от традиции интернациональной готики, однако начали использовать новые художественные приёмы: построение объемной композиции, использование пейзажа на заднем плане, что позволило им сделать изображения более реалистичными, оживленными. Это резко отличало их творчество от предыдущей иконографической традиции, изобилующей условностями в изображении. Для обозначения их творчества используется термин Проторенессанс.
Различные века в истории итальянского искусства имеют названия, образованные от соответствующих числительных:
- дученто — 1200-е. От итал. ducento (двести). Интернациональная готика.
- треченто — 1300-е. От итал. trecento (триста). Проторенессанс.
- кватроченто — 1400-е. От итал. quattrocento (четыреста). Раннее Возрождение, Высокое Возрождение.
- чинквеченто — 1500-е. От итал. cinquecento (пятьсот). Конец Высокого Возрождения, Позднее Возрождение.

## Раннее Возрождение
В начале XV века Филиппо Брунеллески (1377—1446), флорентийский учёный и архитектор, открыл и описал законы линейной перспективы в живописи. Это позволило художникам получать совершенные изображения трёхмерного пространства на плоском полотне картины.
Другим важным шагом стало появление нерелигиозного, секулярного искусства. Портрет и пейзаж утвердились как самостоятельные жанры. Даже религиозные сюжеты приобретали иную трактовку — художники Возрождения стали рассматривать их персонажей как героев с ярко выраженными индивидуальными чертами и человеческой мотивацией поступков.
Наиболее известные художники этого периода — Мазаччо (1401—1428), Мазолино (1383—1440), Беноццо Гоццоли (1420—1497), Пьеро Делла Франческо (1420—1492), Андреа Мантенья (1431—1506), Никколо Пиццоло (1421-1453), Джованни Беллини (1430—1516), Антонелло да Мессина (1430—1479), Доменико Гирландайо (1449—1494), Сандро Боттичелли (1445—1510).
Большое распространение получила скульптура. В творчестве скульпторов получили развитие многие формы: статуя, рельеф, бюст и т. д. Ими были достигнуты новые высоты в изображении пластики человеческого тела: эмоций, движений тела, сложных сцен в многоплановых, перспективных рельефах.
Наиболее известными скульпторами этого периода являются Донателло (1386—1466) и Лоренцо Гиберти (1381—1456).

## Высокое Возрождение
Наивысший расцвет искусства Возрождения пришёлся на первую четверть XVI века, которая получила название «Высокое Возрождение». Работы Сансовино (1486—1570), Леонардо да Винчи (1452—1519), Рафаэля Санти (1483—1520), Микеланджело Буонарроти (1475—1564), Джорджоне (1476—1510), Тициана (1477—1576), Антонио Корреджо (1489—1534) составляют золотой фонд европейского искусства. 
Подходя к живописи с точки зрения естествоиспытателя, Леонардо да Винчи добился высокого мастерства в передаче мимики лица и тела человека, способах передачи пространства, построения композиции. Вместе с тем его работы создают гармоничный образ человека, отвечающий гуманистическим идеалам. В дальнейшем эти новации были развиты Рафаэлем Санти.
Картины и скульптуры Микеланджело Буонарроти полны героического пафоса и, одновременно трагического ощущения кризиса гуманизма. Его картины прославляют силу и мощь человека, красоту его тела, одновременно подчёркивая его одиночество в мире.
Творчество Джорджоне и Тициана отличает интерес к пейзажу, поэтизации сюжета. Оба художника достигли большого мастерства в искусстве портрета, с помощью которого передавали характер и богатый внутренний мир своих персонажей.

## Позднее Возрождение
После разграбления Рима имперскими войсками в 1527 году итальянское Возрождение вступает в период кризиса. Уже в творчестве позднего Рафаэля намечается новая художественная линия, получившая название маньеризма. Для этой эпохи свойственны взвинченность и изломанность линий, удлинённость или даже деформированность фигур, зачастую обнажённых, напряжённость и неестественность поз, необычные или причудливые эффекты, связанные с размерами, освещением или перспективой, использование едкой хроматической гаммы, перегруженность композиции и т. д. Первые мастера маньеризма — Пармиджанино, Понтормо, Бронзино — жили и работали при дворе герцогов дома Медичи во Флоренции. Позднее маньеристская мода распространилась по всей Италии и за её пределами. В 1590-е годы на смену маньеризму приходит искусство барокко (переходные фигуры — Тинторетто и Эль Греко)

## Северное Возрождение
Художники, жившие к северу от Альп, не имели перед своими глазами образцов античного искусства. В отличие от искусства Итальянское Возрождение Итальянского Возрождения, северное не имело археологической основы в виде памятников античности. Здесь долго сохранялись традиции и навыки готического искусства, меньшее внимание уделялось исследованиям античной архитектуры и скульптуры, научному изучению анатомии тела человека. Портреты северных художников (например, Гольбейна) лишены гармонизации и идеализации действительности, которые свойственны их южным собратьям; в своей реалистичности они доходят до натурализма. С другой стороны, они не порывают со стихией народной, крестьянской жизни и фольклорными традициями; особенно показательно в этом отношении творчество Питера Брейгеля Старшего. 
На стыке интернациональной готики и предренессансных веяний в Бургундских Нидерландах 1-й половины XV века родилось старонидерландское искусство. Усложнённая иконография и запутанный символизм сочетались с предельным вниманием к подробностям домашнего обихода. Переход от темперы к масляной живописи позволял художником более рельефно и разносторонне передавать многообразие, глубину и блеск предметного мира. Все эти достижения связаны с именами Робера Кампена и его учеников — братьев ван Эйков и Рогира ван дер Вейдена. Во второй половине века пережитки готики и итальянские влияния причудливо переплелись в творчестве Мемлинга.
Хотя в Италии эпохи кватроченто с интересом следили за достижениями нидерландских художников, итальянское влияние стало проникать в эти края только в XVI веке, когда баварец Альбрехт Дюрер ездил совершенствовать своё искусство в Венецию, а в Нидерландах сформировалась школа антверпенского маньеризма, к которой принадлежал, в частности, Мабюз. С началом Реформации религиозная живопись на севере Европы попала под запрет, зато стали формироваться новые жанры, основанные не столько на переосмыслении художественных достижений предыдущих поколений (как в Италии), сколько на непосредственном наблюдении за природой, — именно, пейзаж, натюрморт, жанровая живопись.